# Волки из Вучияка
Волки из Вучияка (серб. Вукови са Вучијака) — сербский добровольческий отряд, участвовавший в гражданской войне в Югославии. Принимал участие в боевых действиях в Сербской Краине и Боснии и Герцеговине.

## История
Отряд образовался в начале 1991 года, командовал им Велько Миланкович, который прошел обучение у Драгана Васильковича и создал собственный отряд. Первые бои, в которых участвовали «Волки», состоялись в августе месяце в Окучанах, Ясеноваце и Новске. В битве при Брончицах отряд из 47 человек убил 37 солдат противника и ранил ещё около десятка, захватив два танка М84, бронетранспортёр и большое количество оружия и боеприпасов. В том же месяце они взяли под контроль радиостанцию на Козаре, а затем захватили телецентр в Сараеве.
Командир отряда Велько Миланкович в конце февраля 1992 года был тяжело ранен в битве за село Смртич в Западной Славонии и отправился на лечение в Военно-медицинскую академию в Белграде. Несмотря на то, что ему пришлось накладывать на ногу гипс, Миланкович продолжил командовать войсками, что позволило ему принять успешное участие в операции «Коридор» летом 1992 года. В битве за Якеш «Волки» прославились тем, что организовали успешную штыковую атаку на позиции противника: по сигналу командира они просто прицепили кинжалы к винтовкам и бросились на рвы и бункера, занятые боснийцами. Эта штыковая атака унесла жизни 9 солдат и серьёзно покалечила около 20 человек.
4 февраля 1993 года во время хорватской атаки на Масленицу Велько Миланкович в битве за село Кашич получил огнестрельное ранение в правой области груди. Его срочно снова госпитализировали в Военно-медицинскую академию, но через 10 дней он скончался. В июне 1993 года он был посмертно награждён Орденом Милоша Обилича. Гибель командира стала для «Волков» серьёзным ударом, но они продолжали бороться. После завершения войны в Боснии отряд был распущен. В Нови-Саде в 2007 году одна из улиц была переименована в честь Велько Миланковича, что вызвало недовольство многих правозащитников и даже обычных военных.

## Serbia Strong
По некоторым версиям, участники одного из боевых отрядов Волки из Вучияка (Желько Грмуша, Никола "Нино" (по другой версии Новислав Джаич), Ненад Тинтор и Слободан Врга) сняли "Serbia Strong". 
Причиной такой версии считают то, что в песне они упоминаются (возможно, это прославление отряда), однако точных доказательств на то, что группа четырёх солдат имела в виду "Волков из Вучияка", нет. 
На данный момент эта версия не подтверждена, ведь сам Слободан Врга (на удалённом ныне канале на YouTube и под удалённым видеороликом) не писал про связь отряда и видеоролика.